# Impermanent Resonance
Impermanent Resonance è il quinto album in studio del cantante canadese James LaBrie, pubblicato il 26 luglio 2013 in Europa e il 6 agosto negli Stati Uniti dalla Inside Out Music.

## Descrizione
A tre anni di distanza dalla pubblicazione di Static Impulse, nel mese di giugno 2013 LaBrie rivela la pubblicazione di un nuovo album in studio, il quale ha visto la partecipazione del chitarrista italiano Marco Sfogli, il bassista Ray Riendeau (Halford e Machines of Loving Grace), il batterista svedese Peter Wildoer (Darkane e Arch Enemy) e il tastierista Matt Guillory, il quale si è occupato della composizione dei testi insieme a LaBrie.
Secondo le stesse parole del cantante, Impermanent Resonance è un album «potente, memorabile e soprattutto estremamente musicale. Esso mostra come la composizione e il gruppo stesso siano maturati». In aggiunta, LaBrie ha spiegato che l'album «incorpora e prosegue con gli stili e la direzione musicale che abbiamo creato con le pubblicazioni precedenti. La differenza è che la musica di questo disco è per me un vero e proprio racconto dei brani in evoluzione e assumono un senso di identità che è l'obiettivo finale di ogni gruppo».

## Promozione
Impermanent Resonance è stato anticipato dal brano Agony, reso disponibile per l'ascolto attraverso il canale YouTube della Inside Out Music a partire dal 20 giugno 2013 e pubblicato nello stesso giorno per il download gratuito, e dal lyric video del brano Back on the Ground, pubblicato il 16 luglio. Il disco è stato inizialmente pubblicato il 26 giugno in Europa in tre versioni: standard (CD e download digitale), LP ed edizione limitata in digipak con due bonus track. Nell'America del Nord, l'album è uscito il 6 agosto.
Il 6 gennaio 2014 è stato invece pubblicato I Will Not Break EP, contenente la traccia omonima e altri brani originariamente pubblicati come bonus track negli album precedenti.

## Tracce
1. Agony – 4:23 (Peter Wichers, Matt Guillory, James LaBrie)
2. Undertow – 4:02 (Matt Guillory)
3. Slight of Hand – 5:21 (Peter Wichers, Matt Guillory, James LaBrie)
4. Back on the Ground – 4:05 (Matt Guillory)
5. I Got You – 3:46 (Matt Guillory)
6. Holding On – 4:53 (Matt Guillory)
7. Lost in the Fire – 3:52 (Matt Guillory, Niclas Lundin, Peter Wichers)
8. Letting Go – 4:17 (Peter Wichers, Matt Guillory, James LaBrie)
9. Destined to Burn – 4:00 (Peter Wichers, Matt Guillory, James LaBrie)
10. Say You're Still Mine – 3:32 (Victor Brunö, Tobias Gustavsson, Niclas Lundin, Michel Zitron)
11. Amnesia – 3:43 (Matt Guillory)
12. I Will Not Break – 3:52 (Peter Wichers, Matt Guillory, James LaBrie)

Tracce bonus nell'edizione limitata
1. Unraveling – 3:30 (Niclas Lundin, Matt Guillory)
2. Why – 3:47 (Matt Guillory)

Traccia bonus nell'edizione giapponese
1. I Tried (Jason Miller Remix) – 5:13

## Formazione
Musicisti
- James LaBrie – voce
- Matt Guillory – tastiera, cori, voce aggiuntiva
- Marco Sfogli – chitarra
- Peter Wildoer – batteria, screaming
- Ray Riendeau – basso

Produzione
- Matt Guillory – produzione, montaggio aggiuntivo, produzione vocale
- James LaBrie – coproduzione
- Peter Wichers – coproduzione, registrazione chitarre aggiuntive, montaggio aggiuntivo
- Marco Sfogli – registrazione chitarra
- Ray Riendeau – registrazione basso
- Jens Bogren – missaggio
- Tony Lindgren – mastering
- Johan Örnborg – registrazione batteria

## Classifiche
| Classifica (2013) | Posizione massima |
| ----------------- | ----------------- |
| Belgio (Fiandre)  | 89                |
| Belgio (Vallonia) | 75                |
| Germania          | 48                |
| Paesi Bassi       | 67                |
| Svizzera          | 66                |

## Date di pubblicazione
| Paese             | Data           | Formati                     |
| ----------------- | -------------- | --------------------------- |
| Australia         | 26 luglio 2013 | CD, LP+CD download digitale |
| Austria           | 26 luglio 2013 | CD, LP+CD download digitale |
| Finlandia         | 26 luglio 2013 | CD, LP+CD download digitale |
| Germania          | 26 luglio 2013 | CD, LP+CD download digitale |
| Norvegia          | 26 luglio 2013 | CD, LP+CD download digitale |
| Nuova Zelanda     | 26 luglio 2013 | CD, LP+CD download digitale |
| Svizzera          | 26 luglio 2013 | CD, LP+CD download digitale |
| Resto dell'Europa | 29 luglio 2013 | CD, LP+CD download digitale |
| Italia            | 30 luglio 2013 | CD, LP+CD download digitale |
| Spagna            | 30 luglio 2013 | CD, LP+CD download digitale |
| Svezia            | 31 luglio 2013 | CD, LP+CD download digitale |
| Ungheria          | 31 luglio 2013 | CD, LP+CD download digitale |
| Stati Uniti       | 6 agosto 2013  | CD, LP+CD download digitale |